# Stephanie Egger
Stephanie Egger (San Galo, Suiza; 12 de agosto de 1988) es una luchadora de artes marciales mixta suiza que compitió en la división de peso gallo de Ultimate Fighting Championship.

## Primeros años
Stephanie es cinturón negro de judo, habiendo ganado el Campeonato Europeo Sub-23 en 2013 y fue campeona suiza de judo en la categoría de +63 kg en 2011, 2012 y 2013. Egger también fue ganador de la prueba europea ADCC en 2019 en 60 kg. La veterana cinturón negro compitió en los Campeonatos Mundiales de ADCC de 2019, donde fue a una decisión con Gabi García.
Además de las muchas horas de entrenamiento diarias, Stephanie trabaja en el restaurante familiar de Berneck.

## Carrera de artes marciales mixtas

### Carrera temprana
Su siguiente combate fue el 18 de noviembre de 2016 en Invicta FC 20: Evinger vs. Kunitskaya contra Alexa Conners y perdió el combate por decisión dividida.
Stephanie se enfrentó a Eeva Siiskonen en Buddy MMA Clash 2 el 31 de marzo de 2018. Ganó el combate por TKO en el primer asalto.
Stephanie se enfrentó a Reina Miura, en un combate de peso de acordado de 138 libras, en Rizin 17 el 28 de julio de 2019. Ganó el combate por decisión unánime.

### Ultimate Fighting Championship
Stephanie, como reemplazo de Bea Malecki, hizo su debut en la UFC contra Tracy Cortez el 11 de octubre de 2020 en UFC Fight Night: Moraes vs. Sandhagen. Perdió el combate por decisión unánime.
Stephanie estaba programada para enfrentarse a Sarah Alpar el 22 de mayo de 2021 en UFC Fight Night: Font vs. Garbrandt. Sin embargo, Stephanie se retiró por razones no reveladas en la semana previa al evento.
Stephanie se enfrentó a Shanna Young el 2 de octubre de 2021 en UFC Fight Night: Santos vs. Walker. Ganó el combate por nocaut técnico en el segundo asalto.
Egger enfrentó a Jessica-Rose Clark el 19 de febrero de 2022 en UFC Fight Night 201. Ella ganó la pelea mediante una sumisión en el primer asalto. Esta pelea la hizo merecedora de su primer premio a la Actuación de la Noche.
Egger enfrentó a Mayra Bueno Silva el 6 de agosto de 2022 en UFC on ESPN 40. Ella perdió la pelea mediante una sumisión en el primer asalto.
Egger enfrentó a Ailín Pérez, reemplazando a Zarah Fairn Dos Santos, el 3 de septiembre de 2022, en UFC Fight Night 209. Ella ganó la pelea mediante una sumisión en el segundo asalto.
Egger enfrentó a Irina Alekseeva el 29 de abril de 2023 en UFC on ESPN: Song vs. Simón. Ella perdió la pelea mediante una sumisión en el primer asalto.
Egger estaba programada para enfrentarse a Montana De La Rosa en UFC Fight Night 229 el 7 de octubre de 2023. Sin embargo, Egger se retiró por razones no reveladas y fue reemplazada por JJ Aldrich.
Egger enfrentó a Luana Santos el 13 de enero de 2024 en UFC Fight Night 234. Perdió la pelea por decisión unánime.
El 16 de febrero de 2024, se informó que Egger fue liberada de la  UFC.

## Campeonatos y logros

### Grappling
- 2014: Campeonato de Europa ADCC -  puesto en la categoría de +60 kg (Maguncia)
- 2019: Campeonato Europeo ADCC -  puesto en la categoría de +60 kg (Poznan)

### Judo
- Campeonato de Europa de Judo Sub-23
  - Campeonato de Europa de Judo Sub-23 2010 -  puesto en categoría –70 kg (Sarajevo)

### Artes marciales mixtas
- Ultimate Fighting Championship
  - Actuación de la Noche (Una vez) vs. Jessica-Rose Clark[20]

## Récord en artes marciales mixtas
| Récord profesional | Récord profesional | Récord profesional |
| 13 peleas          | 8 victorias        | 5 derrotas         |
| ------------------ | ------------------ | ------------------ |
| Nocaut             | 3                  | 0                  |
| Sumisión           | 4                  | 2                  |
| Decisión           | 1                  | 3                  |

| Resultado | Récord | Oponente            | Método                                 | Evento                                | Fecha                    | Ronda | Tiempo | Localización        | Notas                                                     |
| --------- | ------ | ------------------- | -------------------------------------- | ------------------------------------- | ------------------------ | ----- | ------ | ------------------- | --------------------------------------------------------- |
| Derrota   | 8-5    | Luana Santos        | Decisión (unánime)                     | UFC Fight Night: Song vs. Gutiérrez   | 9 de diciembre de 2023   | 3     | 5:00   | Las Vegas, Nevada   | Pelea de peso pactado (139 lb); Santos no dio el peso.    |
| Derrota   | 8-4    | Irina Alekseeva     | Sumisión (kneebar)                     | UFC on ESPN: Song vs. Simón           | 29 de abril de 2023      | 1     | 2:11   | Las Vegas, Nevada   | Pelea de peso pactado (140 lb); Alekseeva no dio el peso. |
| Victoria  | 8-3    | Ailín Pérez         | Sumisión (rear-naked choke)            | UFC Fight Night: Gane vs. Tuivasa     | 19 de febrero de 2022    | 2     | 4:54   | París               | Pelea en peso pluma.                                      |
| Derrota   | 7-3    | Mayra Bueno Silva   | Sumisión (armbar)                      | UFC on ESPN: Santos vs. Hill          | 6 de agosto de 2022      | 1     | 1:17   | Las Vegas, Nevada   |                                                           |
| Victoria  | 7-2    | Jessica-Rose Clark  | Sumisión (armbar)                      | UFC Fight Night: Walker vs. Hill      | 19 de febrero de 2022    | 1     | 3:44   | Las Vegas, Nevada   | Actuación de la Noche.                                    |
| Victoria  | 6-2    | Shanna Young        | TKO (codazo)                           | UFC Fight Night: Santos vs. Walker    | 2 de octubre de 2021     | 2     | 2:22   | Las Vegas, Nevada   |                                                           |
| Derrota   | 5-2    | Tracy Cortez        | Decisión (unánime)                     | UFC Fight Night: Moraes vs. Sandhagen | 11 de octubre de 2020    | 3     | 5:00   | Abu Dhabi           |                                                           |
| Victoria  | 5-1    | Cinja Kiefer        | Sumisión (estrangulamiento por detrás) | Buddy MMA Clash 3                     | 5 de septiembre de 2020  | 1     | 2:41   | San Galo            |                                                           |
| Victoria  | 4-1    | Reina Miura         | Decisión (unánime)                     | Rizin 17                              | 28 de julio de 2019      | 3     | 5:00   | Saitama             | Combate de peso acordado (139 libras).                    |
| Victoria  | 3-1    | Eeva Siiskonen      | TKO (puñetazos)                        | Buddy MMA Clash 2                     | 31 de marzo de 2018      | 1     | 2:07   | San Galo            | Combate de peso acordado (140 libras).                    |
| Derrota   | 2-1    | Alexa Conners       | Decisión (dividida)                    | Invicta FC 20: Evinger vs. Kunitskaya | 18 de noviembre de 2016  | 3     | 5:00   | Kansas City, Misuri |                                                           |
| Victoria  | 2-0    | Mara Romero Borella | TKO (parada médica)                    | Arena Fighting Games                  | 4 de octubre de 2015     | 1     | 5:00   | Milán               | Debut en el peso gallo.                                   |
| Victoria  | 1-0    | Judith Ruis         | Sumisión (barra de brazo)              | Respect Fighting Championship 14      | 19 de septiembre de 2015 | 1     | 1:30   | Karlsruhe           | Debut en el peso pluma.                                   |